# 石井耕一
石井 耕一（いしい こういち、1913年（大正2年）7月30日 - 2012年（平成24年）2月24日）は、昭和時代の政治家。大日本帝国陸軍軍人。新潟県豊栄市長。

## 経歴
新潟県出身。1929年（昭和4年）3月、町立葛塚実践農商学校農業科を卒業。陸軍に入隊後、1936年（昭和11年）2月、葛塚町役場の臨時雇に転じる。4月に職員となり、1943年（昭和18年）から総務課長を4年、1947年（昭和22年）同町助役、市制施行後は1970年（昭和45年）豊栄市助役、1971年（昭和46年）同市長に当選し4期務めた。1987年（昭和62年）引退した。
太平洋戦争下では職員在職中赤紙召集を3回受け、野戦高射砲第80大隊第3中隊の准尉で沖縄戦に参加した。ほか、全国新市連絡協議会副会長、新潟県公民館連合会長、社団法人全国公民館連合会副会長、財団法人日本青年協会理事兼新潟県支部長、財団法人修養団新潟県連合会長、社会福祉法人新潟県共同募金会副会長、新潟県沖縄戦遺族と戦友の会会長などを歴任した。

## 栄典
勲章等
- 1977年（昭和52年） - 藍綬褒章[2]
- 勲四等旭日小綬章[3]

## 著作
- 『昭和という時代』東京図書出版、2001年。